# Brigade E5
Brigade E5 je počítačová hra odehrávající se v fiktivní zemičce Palinero, kde jste vysazen a za pomoci žoldáků, které si můžete najmout, buď sjednáváte pořádek pod velením vlády, nebo pod velením pašeráků bojujete proti vládě. V obou případech jste nuceni bojovat.

## Palinero
Palinero je vymyšlená země, ve které probíhá občanská válka. Vláda NDF (Národně demokratická fronta) ovládá město San Miguel které se nachází na severozápadě země, na jihu země je město Santa Rosa ovládané Generálem, a na severozápadě je Cali Cantinos ovládané pašeráky. Dále je tu spousta neutrálních měst.

## Žoldáci
V hře si můžete najmout žoldáky. Každý má různé bojové vlastnosti a chce jiné množství peněz za svoje služby. Můžete je najímat na 7, 14 nebo 21 dní, nejvýhodnější je najímat je na 21 dní.

## Hlavní postavy

### San Miguel
- Alonso Ferdinant

Pozice: San miguel
Je oficiálním prezidentem jeho jménem nejspíš budete vykonávat mise.Setkáte se s ním jenom když vám bude chtít poděkovat za splnění nějakého důležitého úkolu.
- Dalila Acosta

Pozice: San miguel
Je to prezidentova Asistentka zadává vám mise jménem prezidenta.
- Urbano Lemas

Pozice:San miguel
Je šéf státní banky Palinera.Nedovolí vám otevřít si účet dokud nebudete pracovat pro NDF.
- Ernie Stokes

Pozice:San miguel
Je to doktor v San miguel
- Stefano Puga

Pozice:San miguel
Je to obchodník v San miguel
- Aida Alfaro

Pozice:San miguel
Je to barmanka v baru v San miguel. Občas se v tom dají najmout nějací žoldáci.

### CaliCantinos
- Dana Bender

Pozice:Cali Cantinos
Je to pilotka.Na letišti pašeráků
- Gitana Vargas

Pozice:Cali Cantinos
Vlastní obchod v západní části Cali Cantinos
- Nancy Coplan

Pozice:Cali Cantinos
Je to doktorka v západní části cali canntinos
- Rico Reyes

Pozice:Cali Cantinos
Je to asistent hlavního šéfa, dostáváte od něj mise